# Hilding Hallnäs
Hilding Hallnäs (né le 24 mai 1903 à Halmstad, mort le 11 décembre 1984 à Stockholm) est un compositeur suédois.

## Biographie
Hilding Hallnäs fait ses études musicales en Suède, puis étudie l'orgue à Paris, et enfin étudie à Leipzig. Il fait une carrière d'organiste et d'enseignant. En tant que compositeur, il est attiré par le dodécaphonisme.

## Œuvres
- 1937 : Divertimento pour orchestre
- 1945 : Concerto pour violon
- 1955 :  Ballet: Kärlekens ringdans
- 1956 : Concerto pour piano
- 1957,1962 : Concertos pour flûte
- 1961-63 : Ballet: Ifigenia
- 1978 : Sonate pour alto
- 1981-82 : Concerto pour violoncelle